# Tehaapapa II
Tehaapapa II di Huahine, altrimenti nota come Tehaapapa II (Raiatea, 1824 – Huahine, 28 maggio 1893), è stata regina di Huahine dal 1868 al 1893.

## Biografia
Nata come principessa Maerehia Tamatoa, era diretta discendente dei Tamatoa dell'isola di Raiatea dal momento che era l'unica figlia sopravvissuta del re Tamatoa IV di Raiatea e Tahaa e di sua moglie Mahuti, della piccola nobiltà tahitiana.
Nel 1840 sposò Ari'imate un nobile e funzionario locale che nel 1852 salirà al trono di Huahine come sovrano e pertanto da quel momento lei diverrà contestualmente regina consorte. Quando il marito venne detronizzato da una sollevazione popolare nel 1868, ella venne chiamata a prenderne il posto alla guida dello stato, assumendo pertanto il nome ufficiale di Tehaapapa.
Il 22 febbraio 1888 siglò un trattato di protettorato che spianerà de facto la strada per l'annessione del suo reame alla Francia, domanda che ad ogni modo non venne mai ufficialmente accettata né riconosciuta dal governo francese in Oceania. Questa condotta della regina non piacque però ai dignitari locali che fecero di tutto per ribellarsi a questa decisione impopolare e riuscirono a detronizzarla come era stato fatto a suo tempo con suo marito, ponendo al suo posto la giovane figlia Temari'i che salì al trono per soli due anni, sino alla sua improvvisa morte avvenuta nel 1890.
A questo punto la regina Tehaapapa II venne nuovamente richiamata al trono e riabilitata nel luglio del 1890, rimanendo in carica altri tre anni sino alla sua morte. Le succedette al trono la nipote, la principessa Teri'inavahoro'a Teurura'i, ascesa col nome di Teha'apapa III.

## Matrimonio e figli
Nel 1840 sposò il capo locale Ari'imate, dal quale ebbe dodici figli:
- principessa Témari'i Teururai (1848–1891), futura regina di Huahine dal 1888 al 1890 durante il periodo del governo di ribellione a sua madre.
- principessa Tapiria Teururai (1850–1888)
- principe ereditario Marama Teururai (1851–1909), padre della regina Tehaapapa III di Huahine.
- principessa Vai-ra'a-toa Teururai
- principe Ari'imate Teururai (1853–1907), o Tamatoa VI, ultimo re di Ra'iatea and Taha'a.
- principe Téri'i-té-po-rou-ara'i Teururai (1857–1899)
- principe Fatino Marae-ta'ata Teururai (1859–1884)
- principessa Tu-rai-ari'i Teururai (1862-?)
- principessa Téri'i-na-va-ho-ro'a Teururai (1863–1918)
- principessa Té-fa'a-ora Teururai (1868–1928)